# 我依然愛你
《我依然愛你》是許茹芸第5張國語專輯，於1998年6月3日發行。專輯原本預定6月6日發行，但為了防止盜版，臨時提早三天發行。

## 曲目
1、我依然愛你（華視周日劇場「算命的女人」主題曲）
曲：劉天健；詞：許常德；編曲：屠穎；製作人：劉天健/徐德昌
2、不愛我放了我（華視周日劇場「算命的女人」主題曲）
曲：陳曉娟；詞：陳曉娟；編曲：惠元；製作人：劉天健/徐德昌
3、啤酒咖啡（台視「一品夫人芝麻官」主題曲）
曲：F.Diesen/J.Novak；詞：林夕；編曲：江建民；製作人：劉天健/徐德昌
原曲：Cinnamon 的「Hopeless case」
4、我們都寂寞
曲：潘協慶；詞：許常德；編曲：吳慶隆；製作人：劉天健/徐德昌
5、情人的畫像
曲：黃怡；詞：郭文琮；編曲：屠穎；製作人：劉天健/徐德昌
6、欲哭無淚
曲：季忠平；詞：季忠平；編曲：涂惠元；製作人：劉天健/徐德昌
7、我是你的藥
曲：許茹芸；詞：許茹芸；編曲：涂惠元；製作人：袁惟仁
8、月光的祈禱
曲：惠元；詞：張淳淳；編曲：涂惠元；製作人：劉天健/徐德昌
9、失去
曲：袁惟仁；詞：袁惟仁；編曲：江建民；製作人：劉天健/徐德昌
10、ENDING
曲： Tanya；詞：郭文琮；編曲：涂惠元；製作人：劉天健/徐德昌
原曲：Tanya 的「Ashes」

## 音樂錄影帶
| 歌曲名稱                            | 導演               | 附註                  |
| ----------------------------------- | ------------------ | --------------------- |
| 我依然愛你 （页面存档备份，存于）   | 林錦和             | 首波主打              |
| 不愛我放了我 （页面存档备份，存于） | 李幼喬             | 第二主打              |
| 欲哭無淚 （页面存档备份，存于）     | 黃中平             | 第三主打              |
| 啤酒咖啡 （页面存档备份，存于）     | 賴偉康             | 第四主打 演出：五月天 |
| 我們都寂寞 （页面存档备份，存于）   | 鄺盛               | 第五主打              |
| 月光的祈禱 （页面存档备份，存于）   | 黃中平／繪圖：周翔 | 第六主打              |

“我依然愛你”第二版MV （页面存档备份，存于）